# دریاچه گوولک
دریاچه گوولک (ترکی استانبولی: Gövelek Gölü) یک دریاچه در استان وان کشور ترکیه است.